# Chamaeleo johnstoni
Chamaeleo johnstoni är en ödleart som beskrevs av  George Albert Boulenger 1901. Chamaeleo johnstoni ingår i släktet Chamaeleo och familjen kameleonter. Inga underarter finns listade i Catalogue of Life.